# Літтл-Бернт-Бей
Літтл-Бернт-Бей (англ. Little Burnt Bay) — містечко в Канаді, у провінції Ньюфаундленд і Лабрадор.

## Населення
За даними перепису 2016 року, містечко нараховувало 281 особу, показавши скорочення на 4,4%, порівняно з 2011-м роком. Середня густина населення становила 33,1 осіб/км².
З офіційних мов обидвома одночасно володіли 5 жителів, тільки англійською — 280.
Працездатне населення становило 43,9% усього населення, рівень безробіття — 27,8% (33,3% серед чоловіків та 25% серед жінок). 88,9% осіб були найманими працівниками, а 0% — самозайнятими.

## Клімат
Середня річна температура становить 3,9°C, середня максимальна – 19,4°C, а середня мінімальна – -12,4°C. Середня річна кількість опадів – 1 099 мм.
| Клімат поселення                              | Клімат поселення | Клімат поселення | Клімат поселення | Клімат поселення | Клімат поселення | Клімат поселення | Клімат поселення | Клімат поселення | Клімат поселення | Клімат поселення | Клімат поселення | Клімат поселення | Клімат поселення |
| Показник                                      | Січ.             | Лют.             | Бер.             | Квіт.            | Трав.            | Черв.            | Лип.             | Серп.            | Вер.             | Жовт.            | Лист.            | Груд.            |                  |
| Середній максимум, °C                         | −2,21            | −2,56            | 1,04             | 6,28             | 10,88            | 15,71            | 19,42            | 19,09            | 14,89            | 9,79             | 5,09             | −0,24            |                  |
| Середня температура, °C                       | −7,14            | −7,49            | −3,87            | 1,37             | 5,95             | 10,80            | 15,96            | 15,64            | 11,41            | 6,32             | 1,65             | −3,69            |                  |
| Середній мінімум, °C                          | −12,05           | −12,41           | −8,8             | −3,56            | 1,02             | 5,87             | 12,50            | 12,18            | 7,94             | 2,86             | −1,83            | −7,16            |                  |
| Норма опадів, мм                              | 94               | 87               | 87               | 77               | 81               | 85               | 85               | 102              | 101              | 107              | 97               | 96               |                  |
| Середньомісячна швидкість вітру, м/с          | 6.69             | 6.31             | 6.16             | 5.69             | 5.20             | 4.95             | 4.59             | 4.70             | 5.26             | 5.84             | 6.43             | 6.76             |                  |
| Середньомісячна сонячна радіація, кДж/м²·день | 3689             | 6676             | 10691            | 14313            | 17342            | 19038            | 18800            | 15740            | 11566            | 6807             | 3832             | 2804             |                  |
| --------------------------------------------- | ---------------- | ---------------- | ---------------- | ---------------- | ---------------- | ---------------- | ---------------- | ---------------- | ---------------- | ---------------- | ---------------- | ---------------- | ---------------- |
| Джерело:                                      |                  |                  |                  |                  |                  |                  |                  |                  |                  |                  |                  |                  |                  |